# Haus-Randerath-Straße 8 (Korschenbroich)

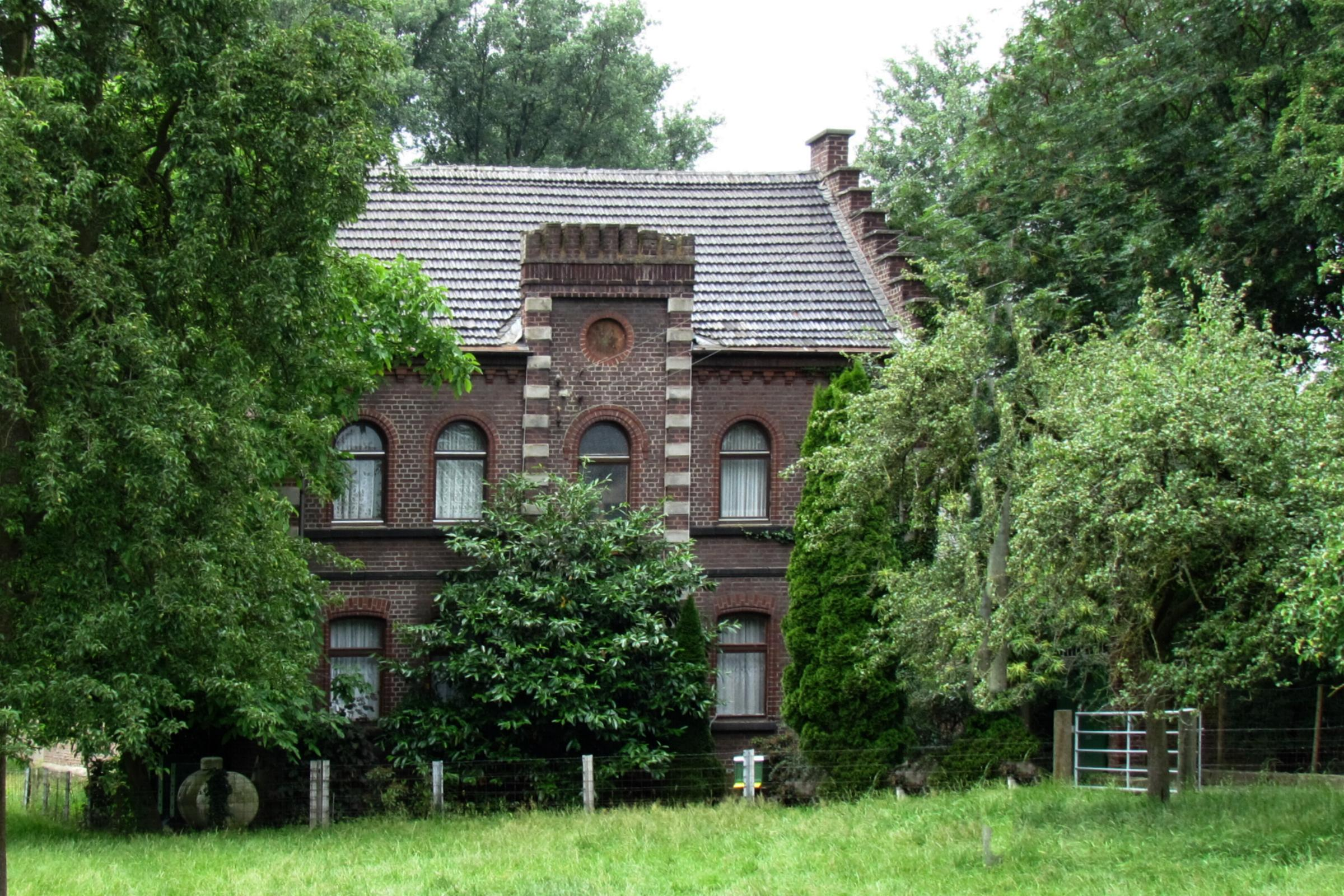
Backsteinhofanlage

Die Backsteinhofanlage Haus-Randerath-Straße 8 steht im Stadtteil Kleinenbroich in Korschenbroich im Rhein-Kreis Neuss in Nordrhein-Westfalen.
Das Gebäude wurde am Ende des 19. Jahrhunderts erbaut und unter Nr. 176 am 14. Februar 1991 in die Liste der Baudenkmäler in Korschenbroich eingetragen.

## Architektur
Es handelt sich hier um eine dreiflügelige Backsteinhofanlage aus dem Ende des 19. Jahrhunderts, das an der Stelle der ehemaligen Burg Randerath erbaut wurde. Das Wohnhaus ist zweigeschossig in fünf Achsen erstellt. Die Mittelachse ist leicht vorgezogen und übergiebelt. Die Eckquaderung ist mit Sandsteinblöcken versehen. An den Stirnseiten befinden sich Treppengiebel.
Trotz insgesamt geringfügigen Veränderungen hat diese Hofanlage ihr ursprüngliches Erscheinungsbild erhalten. Diese Hofanlage erfüllt die Voraussetzungen des § 2 DSchG NW zur Eintragung in die Denkmalliste. Sie ist bedeutend für die Geschichte des Menschen als kulturgeschichtliches Zeugnis der Arbeits- und Wohnverhältnisse im 19. Jahrhundert und für Städte und Siedlungen im ortsgeschichtlichen Sinne. Für deren Erhaltung und Nutzung liegen wissenschaftliche, hier architektur- u. siedlungsgeschichtliche Gründe vor.